# 戈佐岛
戈佐岛，或译奥代什岛（馬爾他語：[ˈɐːˤʊ̯dɛʃ]),；英語：），是马耳他的一个岛屿，位于马耳他岛西北。戈佐岛为马耳他第二大岛，次于马耳他岛。戈佐岛与马耳他岛之间为科米诺岛。该岛总面积67平方千米，人口31000 。
戈佐岛的昵称为“卡吕普索岛”。卡吕普索是希腊神话中海之女神，她将奥德修斯困在她的俄吉吉亚岛上七年。戈佐岛被称作是现代的俄吉吉亚岛。
1798年—1801年，该岛成为独立的戈佐国。

## 外部連接
- Visit Gozo – Gozo's Official Tourism Portal （页面存档备份，存于）
- Gozo Holiday Directory （页面存档备份，存于）
- Gozo diocese （页面存档备份，存于）
- Gozo: Is the Grass Greener? by Freya Barrington
- Gozo Eco and Agro Experiences/Tourism （页面存档备份，存于）
- Maltese Ministry for Gozo （页面存档备份，存于）
- Agritourism in Gozo
- Images from the beautiful Gozo Island （页面存档备份，存于）
- 戈佐島自由行攻略 （页面存档备份，存于）